# Allsvenskan冰球联赛
HockeyAllsvenskan（前身为 Allsvenskan 和 SuperAllsvenskan）是一个职业冰球联赛，也是瑞典冰球系统中仅次于SHL的第二高联赛。自2009-10赛季以来，该联盟由14支球队组成。
自2015年以来，C More Entertainment一直拥有 HockeyAllsvenskan 的转播权，部分比赛在电视上播出，其余比赛则在线播放。他们取代了从2009年起从2015年开始拥有转播权的Viasat。